# Kindermoord van Bethlehem

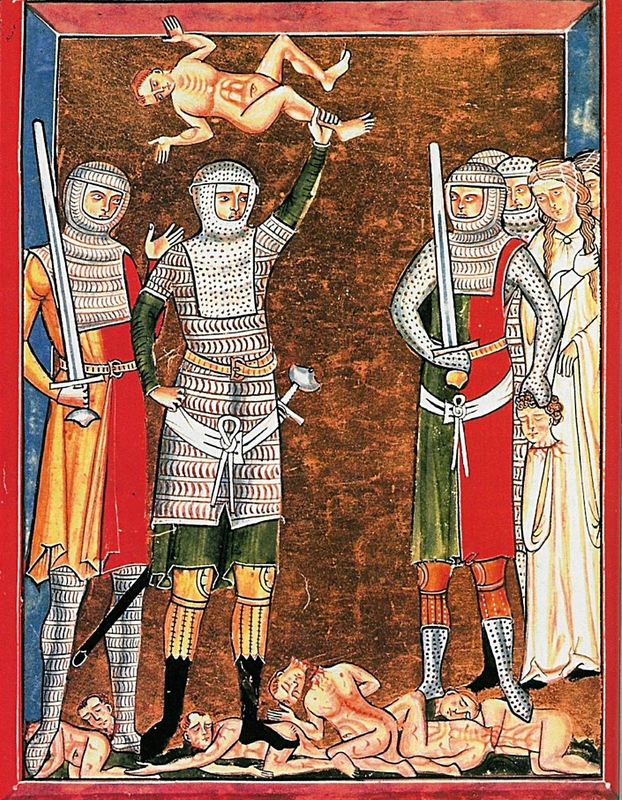
De Kindermoord van Bethlehem uit een Duits manuscript van omstreeks 1350

De Kindermoord van Bethlehem is het verhaal in Matteüs 2 over de infanticide die plaatsvond na de geboorte van Jezus. Er zijn geen bewijzen dat deze gebeurtenis ook daadwerkelijk heeft plaatsgevonden.

## Het verhaal
Koning Herodes hoorde van de wijzen uit het oosten dat er een koning der Joden geboren zou zijn. De wijzen werden naar eigen zeggen geleid door een ster. Herodes gaf de wijzen de opdracht het kind te vinden en hem hierover te informeren, opdat ook hij hulde zou kunnen gaan brengen. De wijzen werden in de nacht dat ze bij het kindje Jezus geweest waren in een droom gewaarschuwd niet terug te keren naar Herodes. Ze trokken via een andere route terug naar hun land. Toen Herodes besefte dat de wijzen niet terug zouden keren, zond hij manschappen uit om alle jongetjes in Bethlehem van twee jaar oud en jonger om het leven te brengen.
Jozef kreeg in een droom een waarschuwing van een engel om samen met Maria en hun baby te vluchten naar Egypte, omdat Herodes onderweg zou zijn om het kind te doden.

### Achtergrond van het verhaal
Volgens Matteüs werd met de kindermoord een profetie van Jeremia vervuld: "Een stem werd gehoord in Rama, geween en veel geweeklaag; het was Rachel, die weende om haar kinderen, en zij wilde zich niet laten troosten, omdat zij er niet meer zijn" (Jeremia 31:15 / Matteüs 2:18). Aartsmoeder Rachel werd in Bethlehem begraven.
De auteur van Matteüs legde ook bewust diverse verbanden tussen Jezus en Mozes. Zo grijpt het verhaal over de kindermoord terug op het verhaal over Mozes, die een vergelijkbare moord op zijn generatiegenoten overleefde (Exodus 1:12-23). Verder verbleef Jezus door de vlucht, net als Mozes, een tijd in Egypte.

## Historiciteit
Er zijn geen historische of archeologische bronnen over deze gebeurtenis. Er is geen archeologisch bewijs van bewoning van Bethlehem rond de tijd van Jezus. Flavius Josephus tekende de misdaden van Herodes op, een lijst van ongeveer 100 bladzijden, maar de kindermoord van Bethlehem wordt hierin niet vermeld. Het is mogelijk dat Bethlehem wel bewoond was in betreffende periode en er maar weinig mensen woonden. In dat geval zou deze kindermoord misschien enkele kinderen hebben betroffen en daardoor in de vergetelheid zijn geraakt.
Macrobius (4e / 5e eeuw n.Chr.) zinspeelde in zijn boek Saturnalia op de kindermoord, maar de verwijzing is onderdeel van een (hoogstwaarschijnlijk apocriefe) grap van Augustus, die suggereert dat Herodes bij deze kindermoord zijn eigen zoons heeft laten doden. Er zijn onderzoekers die de verwijzing als een plausibele externe onderbouwing zien van de gebeurtenis.

## Herdenking
De gebeurtenis wordt in de christelijke traditie jaarlijks herdacht op de dag van de Onschuldige Kinderen (28 december).

## Doorwerking in de kunst
De kindermoord is de inspiratie geweest voor vele schilderijen en andere afbeeldingen.

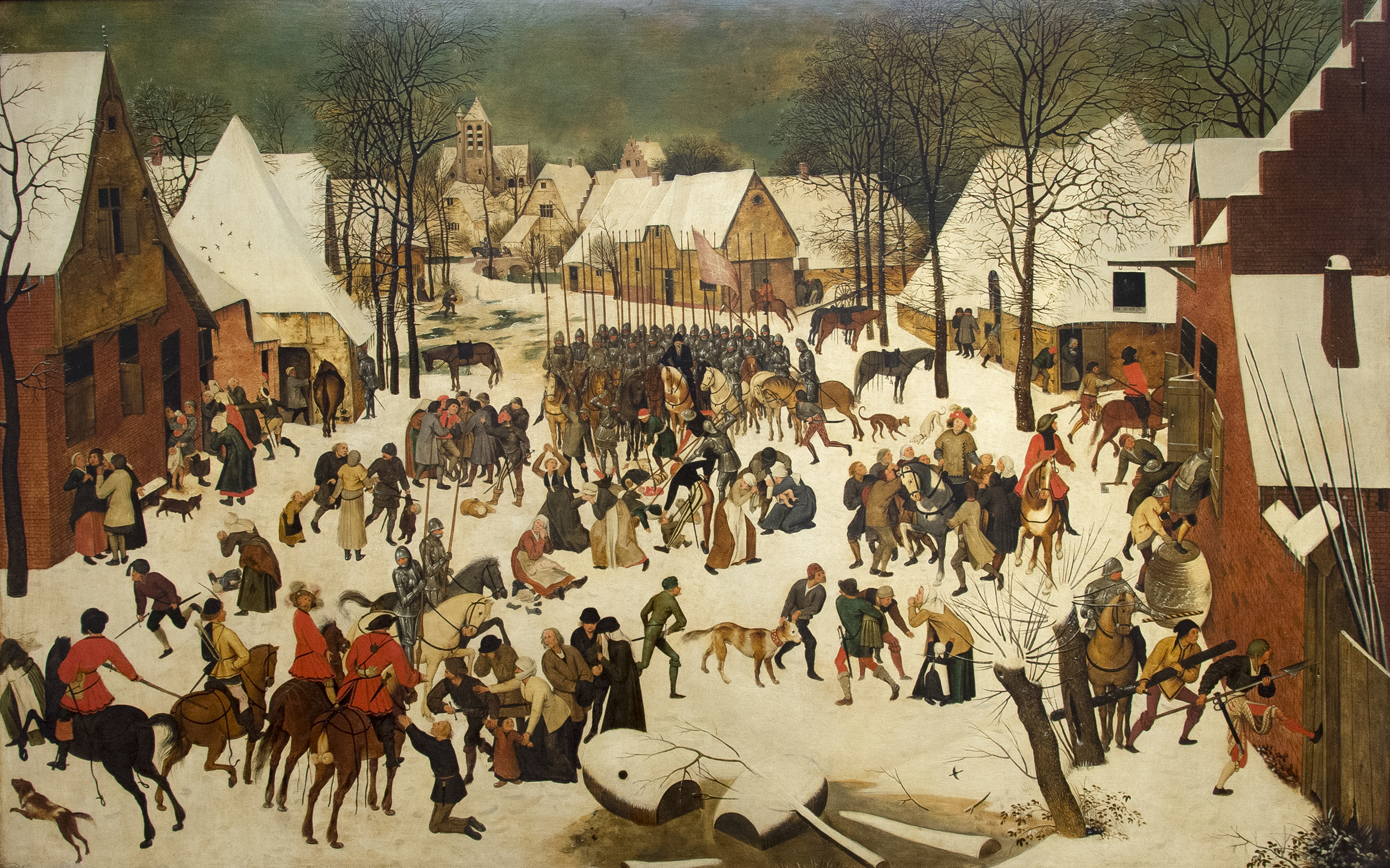
Kindermoord te Bethlehem Pieter Brueghel de Jonge Alte Pinakothek
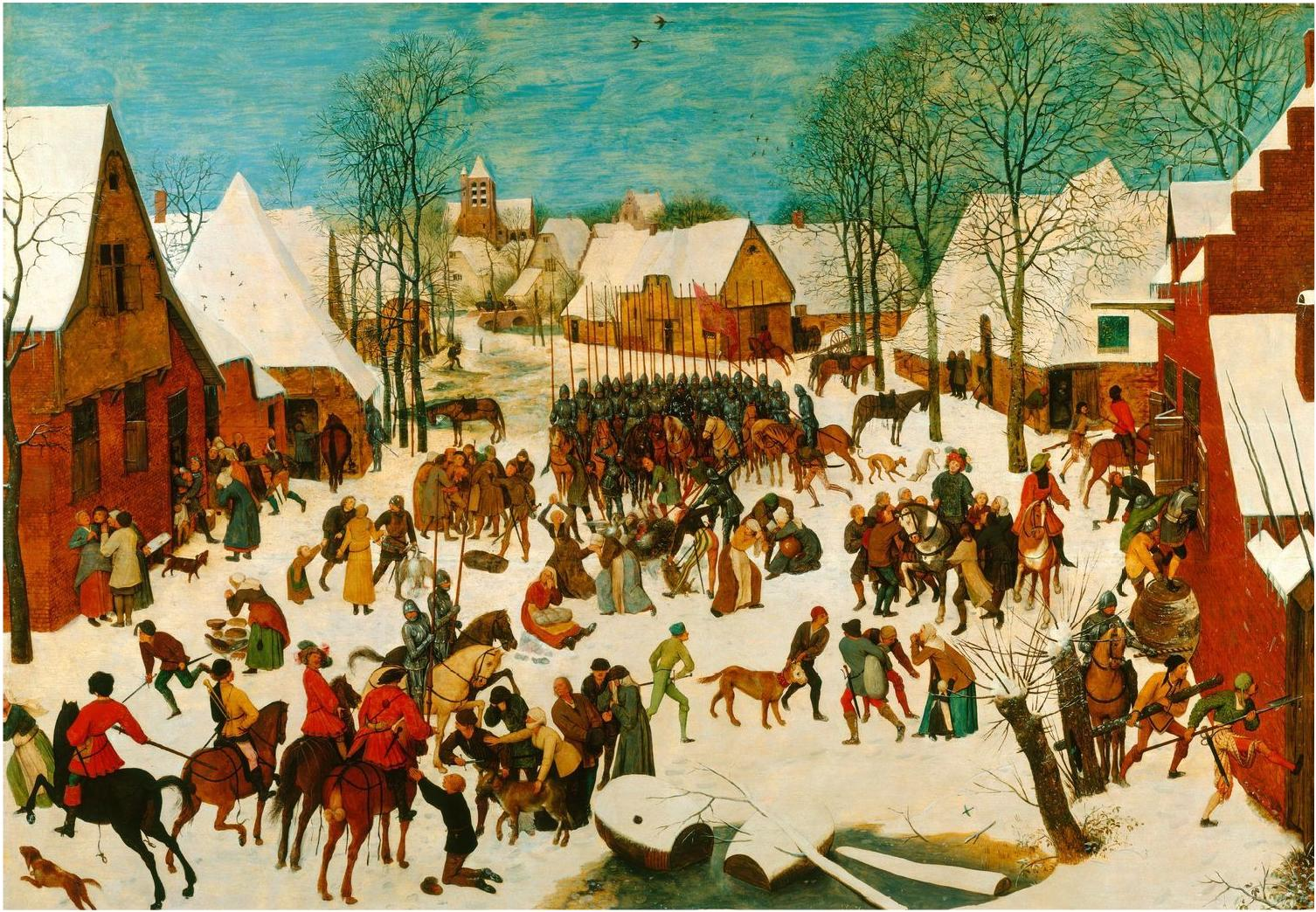
De moord op de Onnozele Kinderen te Bethlehem Pieter Bruegel de Oude, 1565 Koninklijke Collectie (Verenigd Koninkrijk)
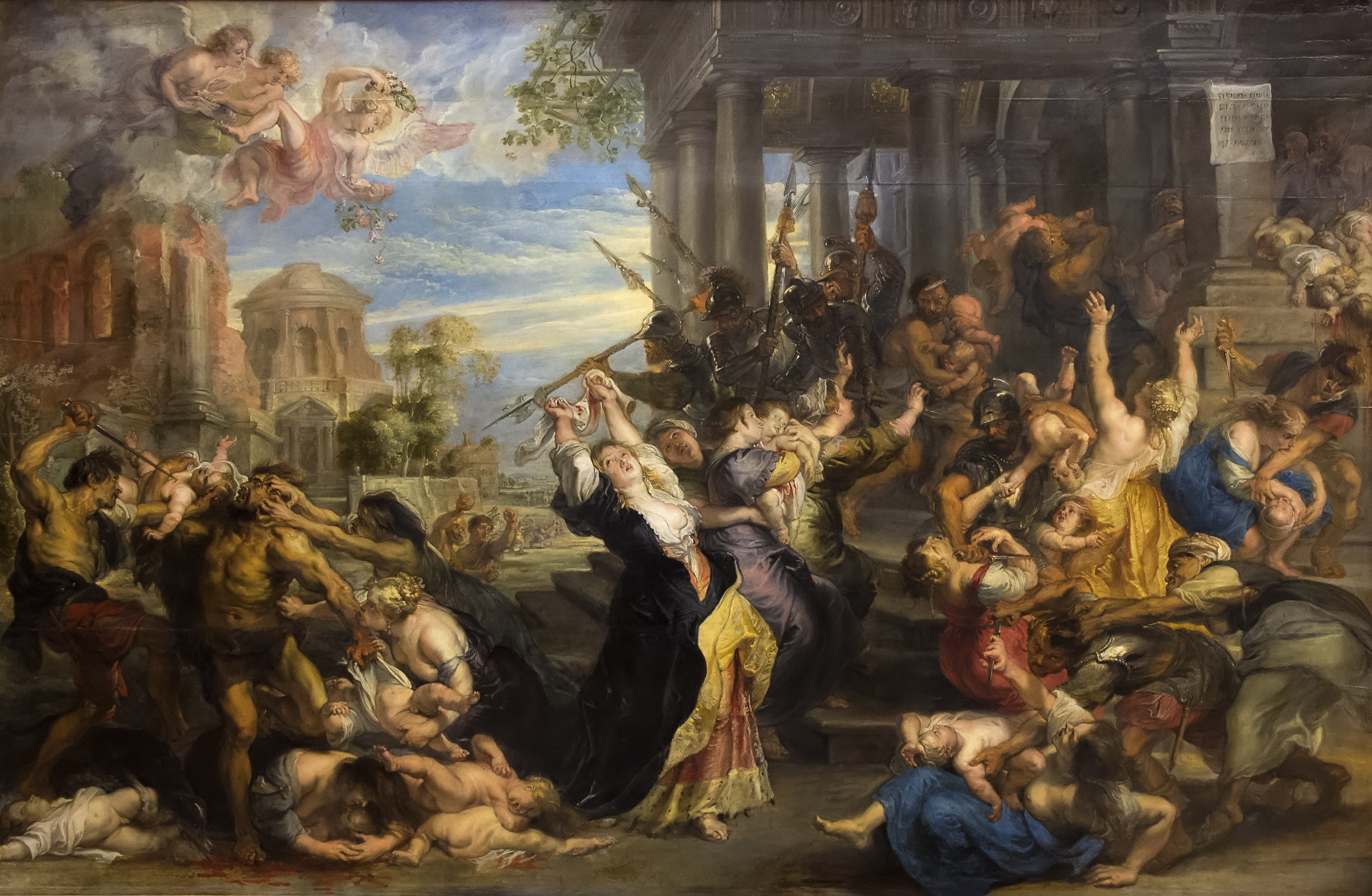
Kindermoord te Bethlehem Peter Paul Rubens Alte Pinakothek
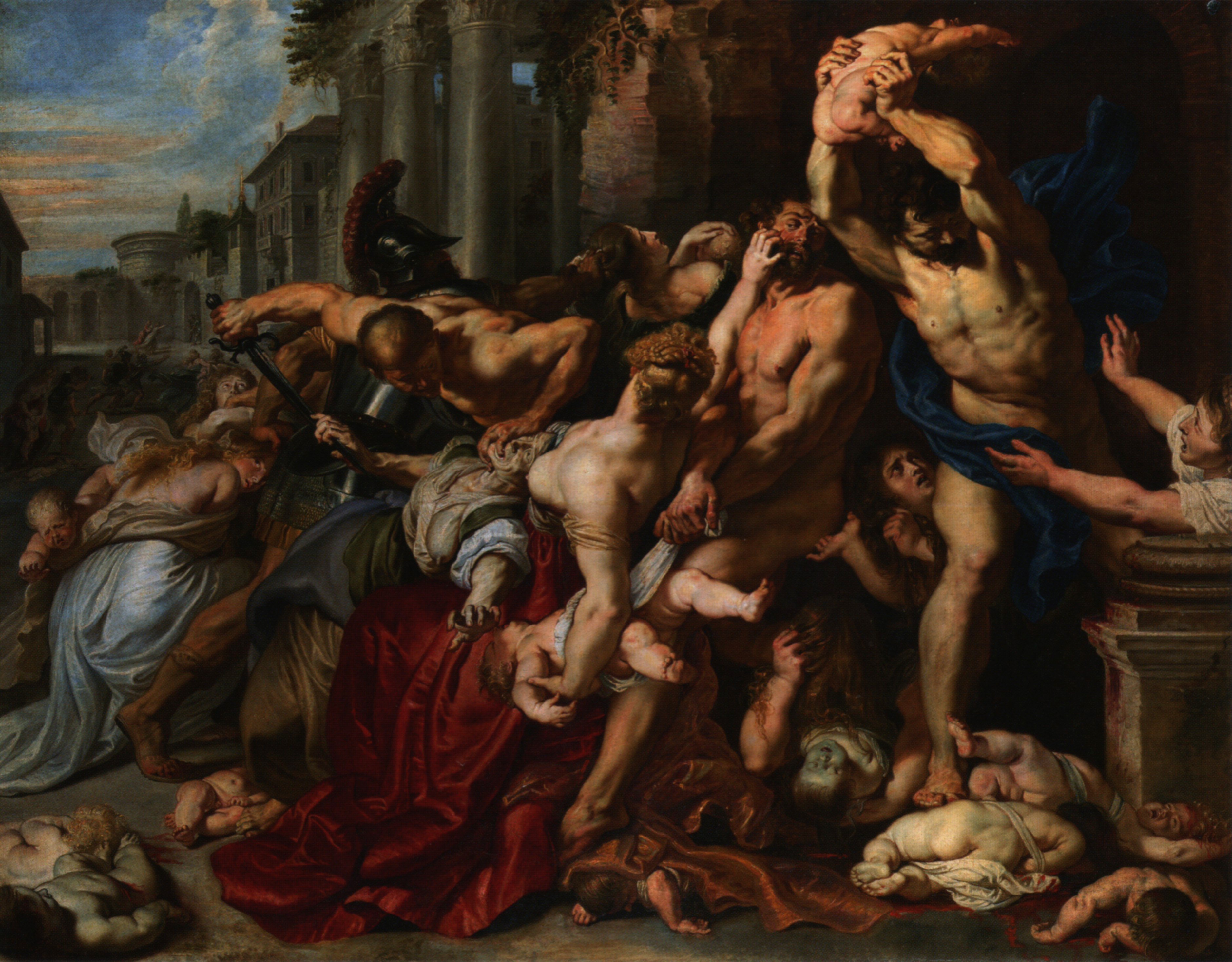
Kindermoord te Bethlehem Peter Paul Rubens Art Gallery of Ontario
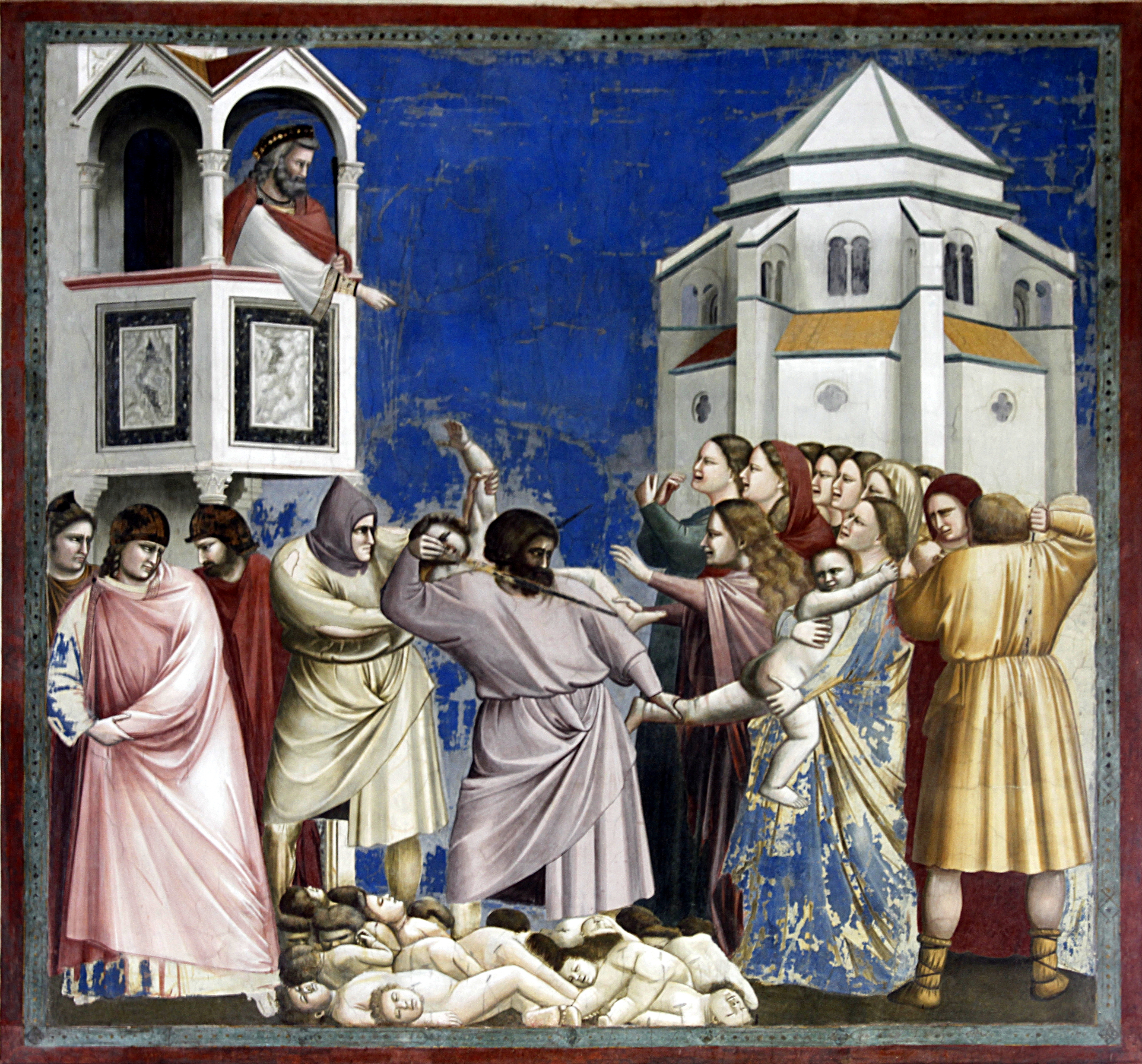
De heilige onschuldigen Giotto di Bondone
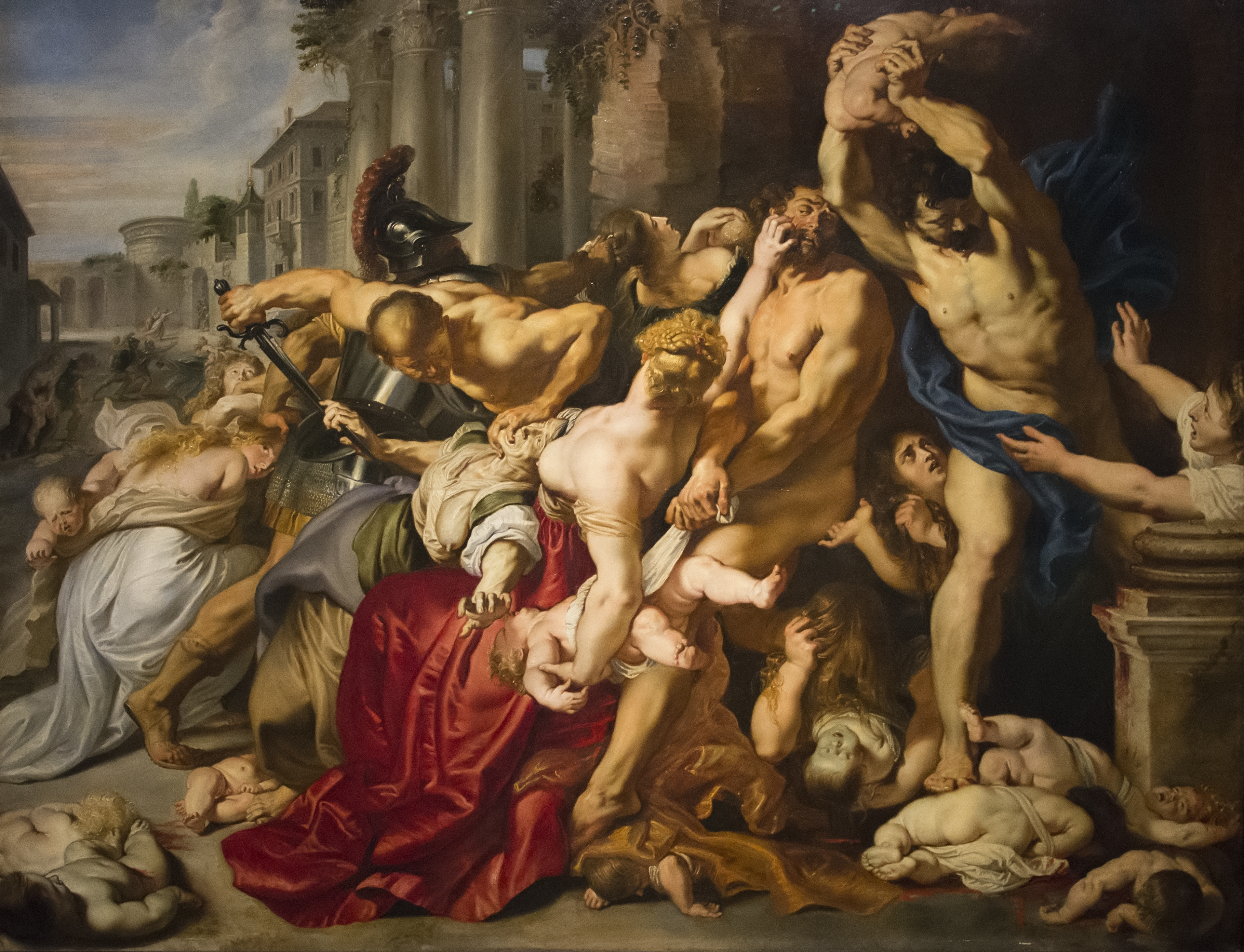
De kindermoord te Bethelehem